# Cooper-Hörnchen
Das Cooper-Hörnchen oder Cooper-Buschhörnchen (Paraxerus cooperi) ist eine Hörnchenart aus der Gattung der Afrikanischen Buschhörnchen (Paraxerus). Es kommt in Bergwäldern der Grenzregion von Kamerun und Nigeria vor. Über die Art liegen nur wenige Informationen vor, Sichtungen sind selten.

## Merkmale
Das Cooper-Hörnchen erreicht eine durchschnittliche Kopf-Rumpf-Länge von etwa 19,2 bis 21,2 Zentimetern, der Schwanz ist etwa 16,1 bis 20,0 Zentimeter lang. Das Gewicht liegt bei etwa 250 Gramm. Die Hinterfußlänge beträgt etwa 41 bis 45 Millimeter, die Ohrlänge 15 bis 17 Millimeter. Die Grundfärbung der Tiere ist dunkel- bis schwarz-braun, die an den Körperseiten und Hüften mehr olivgrün bis goldbraun wird, und die Tiere sind creme-sandfarben gefleckt. Die Haare des Rückenfells sind an der Basis dunkelgrau bis schwarz, darauf folgen ein hell sandfarbenes bis goldenes Band und eine schwarze Haarspitze. Die Haare des Bauchfells sind mittelgrau an der Basis und goldgelb an der Spitze. Die Kopffärbung entspricht der Rückenfärbung. Die Ohren sind dunkel pigmentiert und weitgehend unbehaart mit gelb-spitzigen Haaren an der Außenseite. Die Lippen und Wangen sind ebenfalls goldgelb. Die Vorderbeine sowie die Oberseite der Vorderfüße und der Hinterfüße sind rötlich, die Hüften dunkelrot. Der Schwanz ist vergleichsweise lang, er ist oberseits grünlich goldfarben ohne Bänderung und unterseits besitzt er einen goldgelben Streifen.
| 1 | · | 0 | · | 2 | · | 3 | = 22 |
| 1 | · | 0 | · | 1 | · | 3 | = 22 |

Der Schädel hat eine Gesamtlänge von 44,4 bis 46,4 Millimetern und eine Breite von 26,2 bis 27,3 Millimetern. Wie alle Arten der Gattung besitzt die Art im Oberkiefer pro Hälfte einen zu einem Nagezahn ausgebildeten Schneidezahn (Incisivus), dem eine Zahnlücke (Diastema) folgt. Hierauf folgen zwei Prämolare und drei Molare. Die Zähne im Unterkiefer entsprechen denen im Oberkiefer, allerdings nur mit einem Prämolaren. Insgesamt verfügen die Tiere damit über ein Gebiss aus 22 Zähnen. Die Zahnreihe der Mahlzähne vom ersten Prämolar bis zum dritten Molar beträgt 8,3 bis 9,0 Millimeter. Der knöcherne Gaumen endet am Vorderrand der letzten Molaren.
Das Cooper-Hörnchen ähnelt dem Grünen Buschhörnchen (Paraxerus poensis), dieses ist jedoch kleiner und unterscheidet sich vom Cooper-Hörnchen durch das Fehlen rötlicher Anteile an den Beinen und Füßen.

## Verbreitung
Das Cooper-Hörnchen kommt in Afrika in Bergwäldern der Grenzregion von Kamerun und Nigeria vor. Dokumentiert ist die Art vom Kupe, dem Oku und den Rumpi Hills im südlichen Kamerun nördlich des Sanaga sowie den Gotel Mountains in Nigeria.

## Lebensweise
Über die Lebensweise des Cooper-Hörnchens liegen nur sehr begrenzte Informationen vor, bis 1967 waren nur zwei Museumsexemplare bekannt. Die Vorkommen sind auf das Unterholz der vereinzelten Bergwälder und Waldreste oberhalb von 1400 Metern im Verbreitungsgebiet gegrenzt. Die Tiere sind tagaktiv und wie andere Buschhörnchen baumlebend, wobei es das Geäst des Unterholzes bevorzugt. Über die Nahrungszusammensetzung ist wenig bekannt, dokumentiert ist der Konsum der Blüten des westafrikanischen Butterbaums (Pentadesma butyraceum).

## Systematik
Das Cooper-Hörnchen wird als eigenständige Art innerhalb der Gattung der Afrikanischen Buschhörnchen (Paraxerus) eingeordnet, die aus elf Arten besteht. Die wissenschaftliche Erstbeschreibung stammt von Robert William Hayman aus dem Jahr 1950, der die Art anhand von Individuen aus den Rumpi Hills nahe Kumba in Kamerun beschrieb. Benannt wurde die Art nach L.G. Cooper, der eine Sammlung von Kleinsäugern an das British Museum (Natural History) schickte, darunter auch das Typus-Material des Cooper-Hörnchens. Über den Namensgeber liegen darüber hinaus keine Angaben vor. Die Art wurde aufgrund der spezifischen Zahnmerkmale teilweise in die jeweils eigenen Gattungen Aethosciurus (gemeinsam mit dem Grünen Buschhörnchen (Paraxerus poensis)) und Montisciurus (monotypisch) gestellt.
Innerhalb der Art werden neben der Nominatform keine weiteren Unterarten unterschieden.

## Status, Bedrohung und Schutz
Das Cooper-Hörnchen wird von der International Union for Conservation of Nature and Natural Resources (IUCN) aufgrund der sehr unzureichenden Daten zur Verbreitung und Lebensweise als „data deficient“ eingeordnet und entsprechend nicht in eine Gefährdungskategorie eingestuft.

## Belege
1. 1 2 3 4 5 6 7 8 9 10 11  Richard W. Thorington Jr., Chad E. Shennum: Paraxerus cooperi, Cooper's Bush Squirrel. In: Jonathan Kingdon, David Happold, Michael Hoffmann, Thomas Butynski, Meredith Happold und Jan Kalina (Hrsg.): Mammals of Africa Volume III. Rodents, Hares and Rabbits. Bloomsbury, London 2013, S. 79–80, ISBN 978-1-4081-2253-2.
2. 1 2 3 4 5  Richard W. Thorington Jr., John L. Koprowski, Michael A. Steele: Squirrels of the World. Johns Hopkins University Press, Baltimore MD 2012; S. 237–238, ISBN 978-1-4214-0469-1.
3. ↑  Peter Grubb: Genus Paraxerus, Bush Squirrels. In: Jonathan Kingdon, David Happold, Michael Hoffmann, Thomas Butynski, Meredith Happold und Jan Kalina (Hrsg.): Mammals of Africa Volume III. Rodents, Hares and Rabbits. Bloomsbury, London 2013, S. 72–74, ISBN 978-1-4081-2253-2.
4. 1 2  Paraxerus cooperi in der Roten Liste gefährdeter Arten der IUCN 2016-1. Eingestellt von: P. Grubb, 2008. Abgerufen am 31. Juli 2016.
5. 1 2  Paraxerus cooperi. In: Don E. Wilson, DeeAnn M. Reeder (Hrsg.): Mammal Species of the World. A taxonomic and geographic Reference. 2 Bände. 3. Auflage. Johns Hopkins University Press, Baltimore MD 2005, ISBN 0-8018-8221-4.
6. ↑  "Cooper, L.G." in Bo Beolens, Michael Grayson, Michael Watkins: The Eponym Dictionary of Mammals. Johns Hopkins University Press, 2009; S. 85, ISBN 978-0-8018-9304-9.